# Duomo di Bolzano
Il duomo di Bolzano, anche chiesa di Santa Maria Assunta (in tedesco Dom Maria Himmelfahrt, Bozner Dom o anche Propsteipfarrkirche Bozen), è il luogo di culto principale della città di Bolzano e concattedrale della diocesi di Bolzano-Bressanone.

## Storia
Nell'autunno dell'anno 1948, con il restauro del duomo di Bolzano gravemente danneggiato dai bombardamenti alleati del 1944, si rinvennero sotto la sua pavimentazione le fondamenta d'altre tre chiese, che datavano dal IV secolo d.C. al XII secolo, nonché una lapide con iscrizione d'età romana.

### La basilica paleocristiana: IV secolo
Le fondamenta della chiesa più antica risalgono al IV secolo e probabilmente era consacrata a San Vigilio, poiché molte chiese paleocristiane dei dintorni erano consacrate a lui. L'edificio aveva una pianta rettangolare, era lungo 38 metri e largo 14 ed era diviso in tre ambienti grazie a muri divisori. I muri laterali della chiesa erano provvisti di 8 contrafforti.
La basilica era stata edificata secondo la tipologia costruttiva orientale, diffusa nella zona del Noricum, provincia romana corrispondente all'incirca all'attuale Austria, e nella zona di Aquileia, a cui la basilica in questione faceva riferimento. La basilica aveva nella parte occidentale un atrium, dove forse era collocata un'acquasantiera, e aveva un banco presbiteriale. Esso era una costruzione circolare posta nell'area dell'altare dove potevano prendere posto i sacerdoti. Vicino alla basilica sorgeva un piccolo sepolcreto, testimoniato dalla lapide di "Secundus Regontius", risalente al III secolo d.C. Costui è il primo abitante di Bolzano di cui si conosce il nome. In seguito, verso il VI-VII secolo, la chiesa venne ristrutturata, come è testimoniato dal riempimento della pareti lasciate vuote dai contrafforti.

### La chiesa altomedievale: VIII secolo
Scavando sotto la pavimentazione si scoprì un muro leggermente più lungo che risaliva all'età carolingia. Di quest'epoca non si rinvenne solo il muro, ma anche cinque frammenti di pittura parietale, raffiguranti visi volti alla preghiera. Questo ritrovamento ci fa intuire che dopo le invasioni barbariche la nuova popolazione bolzanina, che in parte si era insediata sul Virgolo/Virgl, sede di un conte baiuvaro già nel 679 (come testimoniato da Paolo Diacono), si insediò stabilmente nella conca costituendo così un piccolo villaggio preurbano attorno al ponte sul fiume Isarco/Eisack.

### La prima chiesa medievale: XI-XII secolo

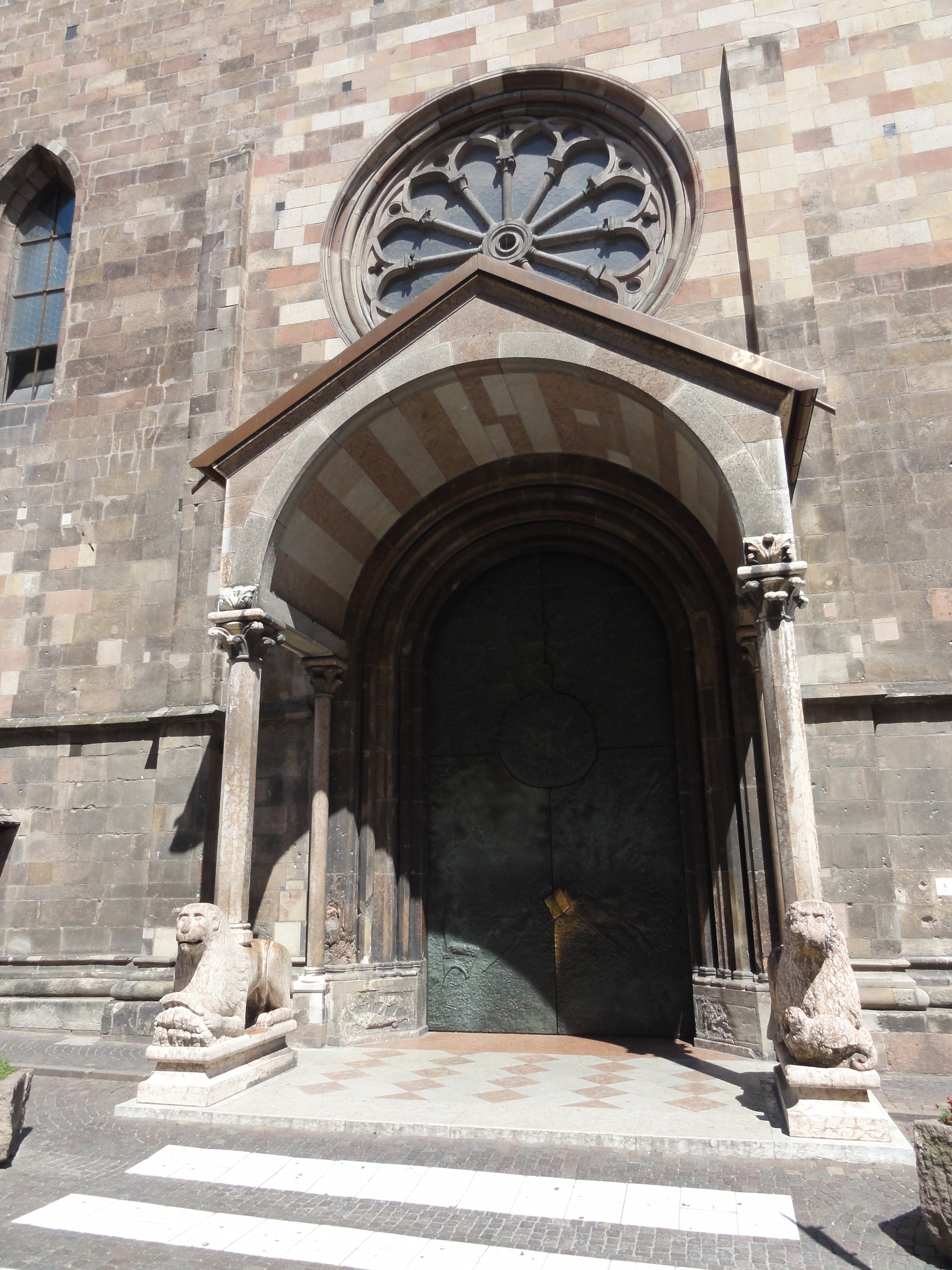
Il portale romanico

Si rinvennero le fondamenta di una chiesa medievale, con una pianta assai particolare: infatti, questa chiesa aveva solo una fila di colonne, cosicché possedeva due navate asimmetriche. Questa costruzione aveva una poderosa torre che dai muri di grande spessore, forse per proteggerla dalle frequenti e violente inondazioni dell'Isarco. La chiesa era in stile romanico e la facciata è ancora visibile: infatti, se si osserva, si nota che ai lati del rosone gotico vi sono due finestre con arco a tutto sesto, tipiche dello stile romanico. L'edificio romanico è attestato nel 1180, all'interno della cosiddetta Bozner Chronik, ed il suo parroco, un tale Rudolfus, nel 1195 nel contesto di un contratto stipulato tra il convento di Tegernsee e i vescovi di Trento.
Nella cappella dell'abside dell'attuale chiesa, si conserva una statuetta della Madonna che allatta Gesù bambino, risalente al XII secolo: secondo la leggenda, un carrettiere di Bolzano, che tornava da Bronzolo, trovò questa piccola statua sul bordo di una palude, dove in seguito venne eretta la chiesa, inizialmente dedicata proprio alla "Madonna della palude" (Maria im Moos - le paludi dell'Isarco in quella zona sono da secoli prosciugate).

### La chiesa tardogotica: XV-XVI secolo d.C.

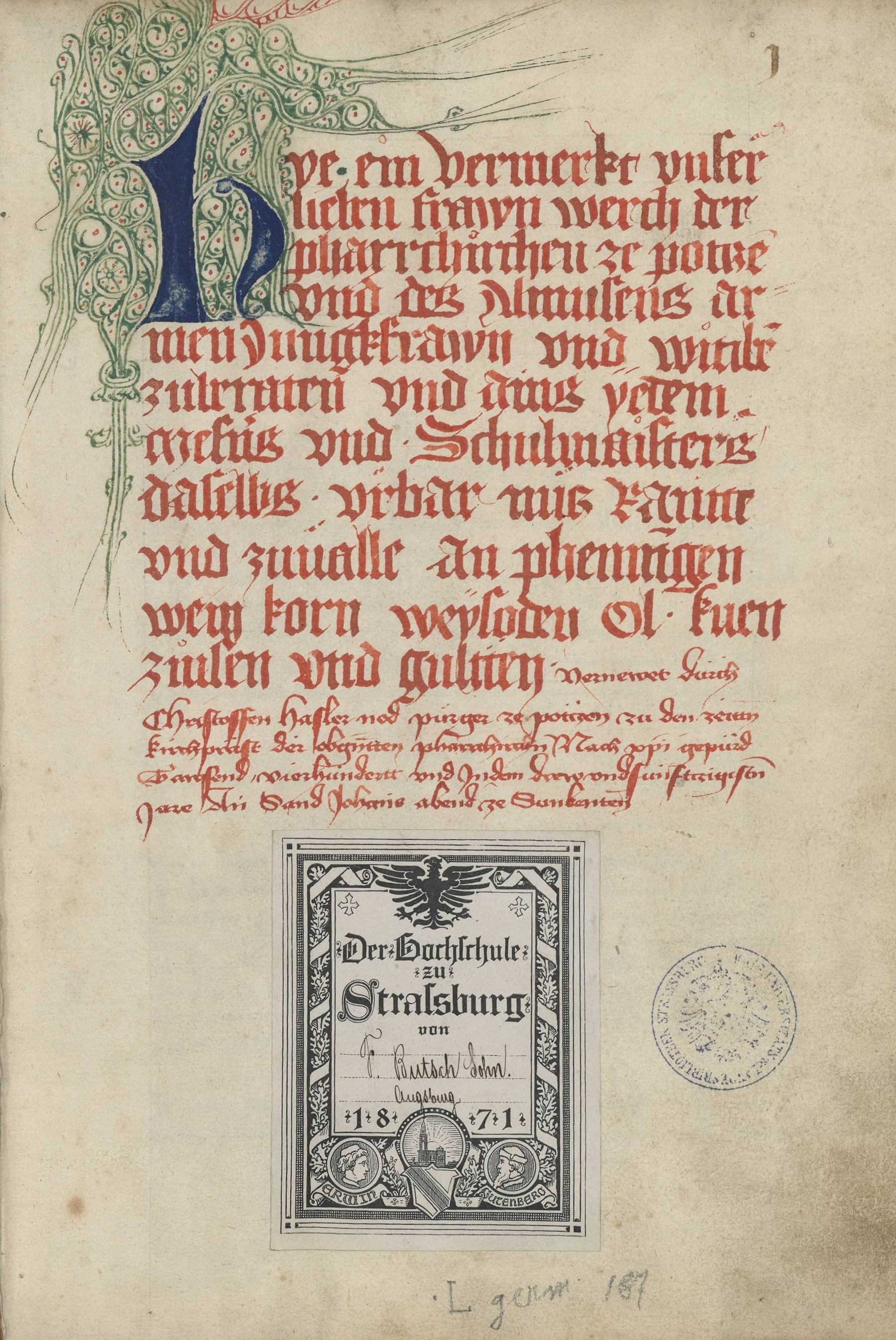
Frontespizio dell'urbario della chiesa parrocchiale, redatto nel 1453-60 in lingua tedesca dal notaio cittadino e prevosto Christof Hasler, e conservato presso la Biblioteca nazionale e universitaria di Strasburgo

La chiesa medievale sorgeva sui resti della basilica paleocristiana del VI secolo: la struttura gotica fu completata nel 1519 con l'erezione del campanile tardo-gotico di 65 metri, opera dell'architetto Burkhard Engelberg di Augusta e dello svevo Hans Lutz von Schussenried. 
L'edificio è una chiesa a sala divisa in tre navate da pilastri quadrati, con coro circondato da deambulatorio e cappella absidale. Presenta volte a crociera nella parte del piedicroce e stellate nella parte absidale. 
Risale allo stesso periodo il pulpito tardogotico in arenaria, scolpito dal menzionato Hans Lutz, parzialmente distrutto nel 1943 dai bombardamenti alleati, e ricostruito nel 1949.
Bisogna poi ricordare che la chiesa dal 1363 ha acquisito funzioni memoriali per gli Asburgo, come documentato nel suo "Anniversario liturgico".
È della seconda metà del Quattrocento (1453-60) l'urbario e liber iurium della chiesa parrocchiale, redatto in lingua tedesca dal notaio civico e prevosto Christof Hasler il giovane, conservato sin dal 1871 presso la Biblioteca nazionale e universitaria di Strasburgo in Francia.
L'altare maggiore è stato progettato dal carmelitano scalzo ed architetto Jacopo Antonio Pozzo e realizzato poi dall'architetto veronese Ranghieri.
Per volontà del principe vescovo Giovanni Michele Spaur nel 1717 fu fondato il capitolo dei clerici (in ted. Stiftskapitel o Kollegiatstift), che a partire dal 1723 fu amministrato dal "prevosto con mitria", così chiamato in quanto nelle occasioni solenni portava mitria, anello e bastone da abate (il termine tedesco è infulierter Propst, ossia prevosto cinto dell'infula). L'ultimo prevosto con mitria fu Josef Kalser, mentre il più noto canonico bolzanino fu Michael Gamper.
Nella Seconda guerra mondiale, e più specificamente nella fase dell'Operationszone Alpenvorland, la chiesa fu notevolmente danneggiata da diversi bombardamenti alleati; il peggiore di esso avvenne il 13 maggio 1944 e causò il crollo della navata centrale, del coro tardogotico e dell'annessa cappella delle grazie.
Nel 1964 la città di Bolzano passò, con la parte di lingua tedesca dell'arcidiocesi di Trento, alla diocesi di Bressanone che prese il nome di Bolzano-Bressanone di cui il Duomo diventava concattedrale.
In seguito all'abbondante nevicata dell'inverno 2008 alcune tegole si staccarono dal tetto precipitando nel cortile sottostante; dopo un'accurata ispezione si constatò la precaria situazione del tetto in generale e quindi l'assoluta necessità di immediati lavori di ristrutturazione. La somma necessaria per il risanamento del tetto (circa 1 milione di euro) fu raccolta grazie alla generosità di tutti i cittadini cui venne offerta la possibilità di comprare una tegola del Duomo al prezzo di 25 €; sostanziali donazioni furono fatte anche dalla Provincia di Bolzano e dalla Fondazione Cassa di Risparmio.

## Descrizione

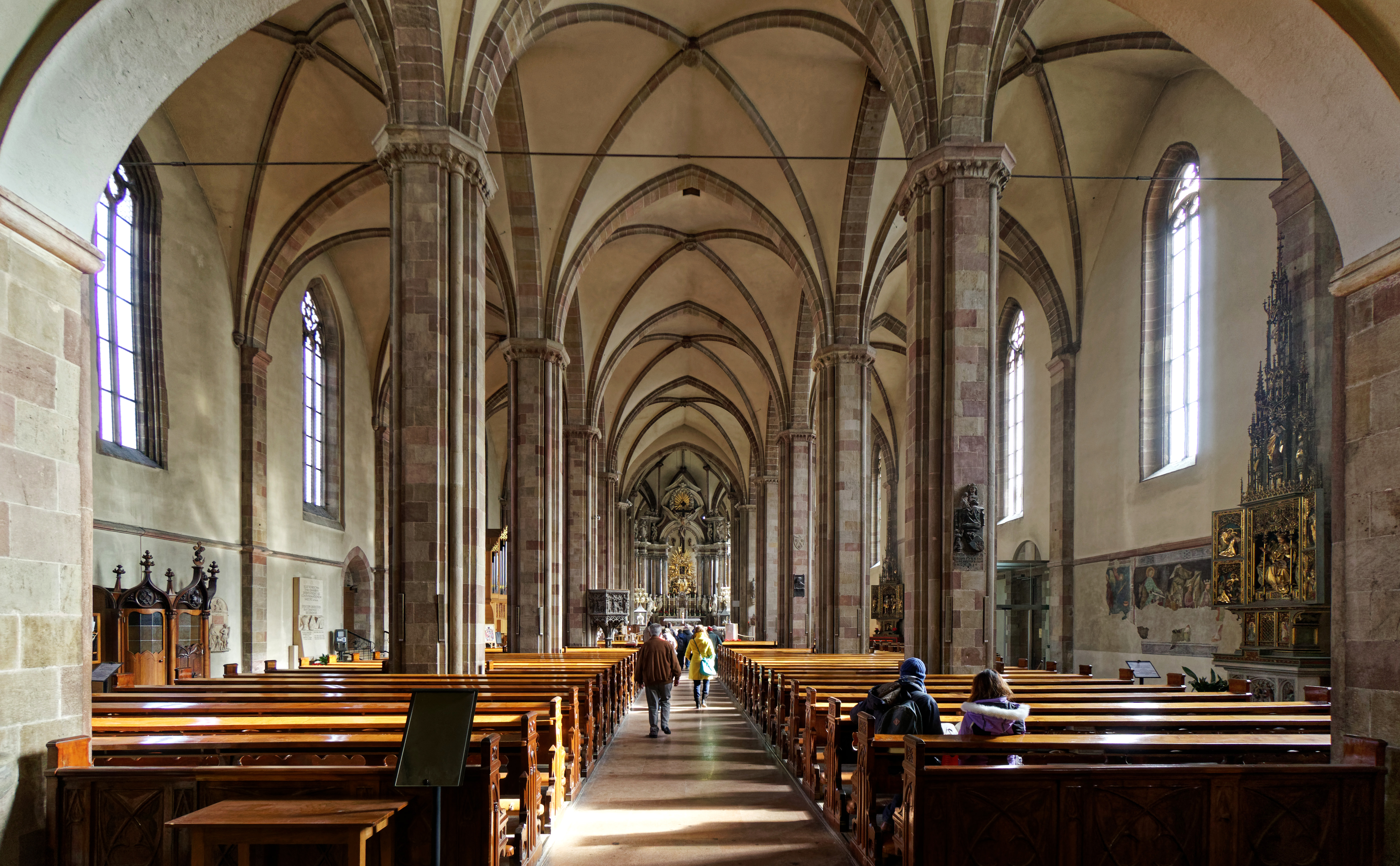
Interno

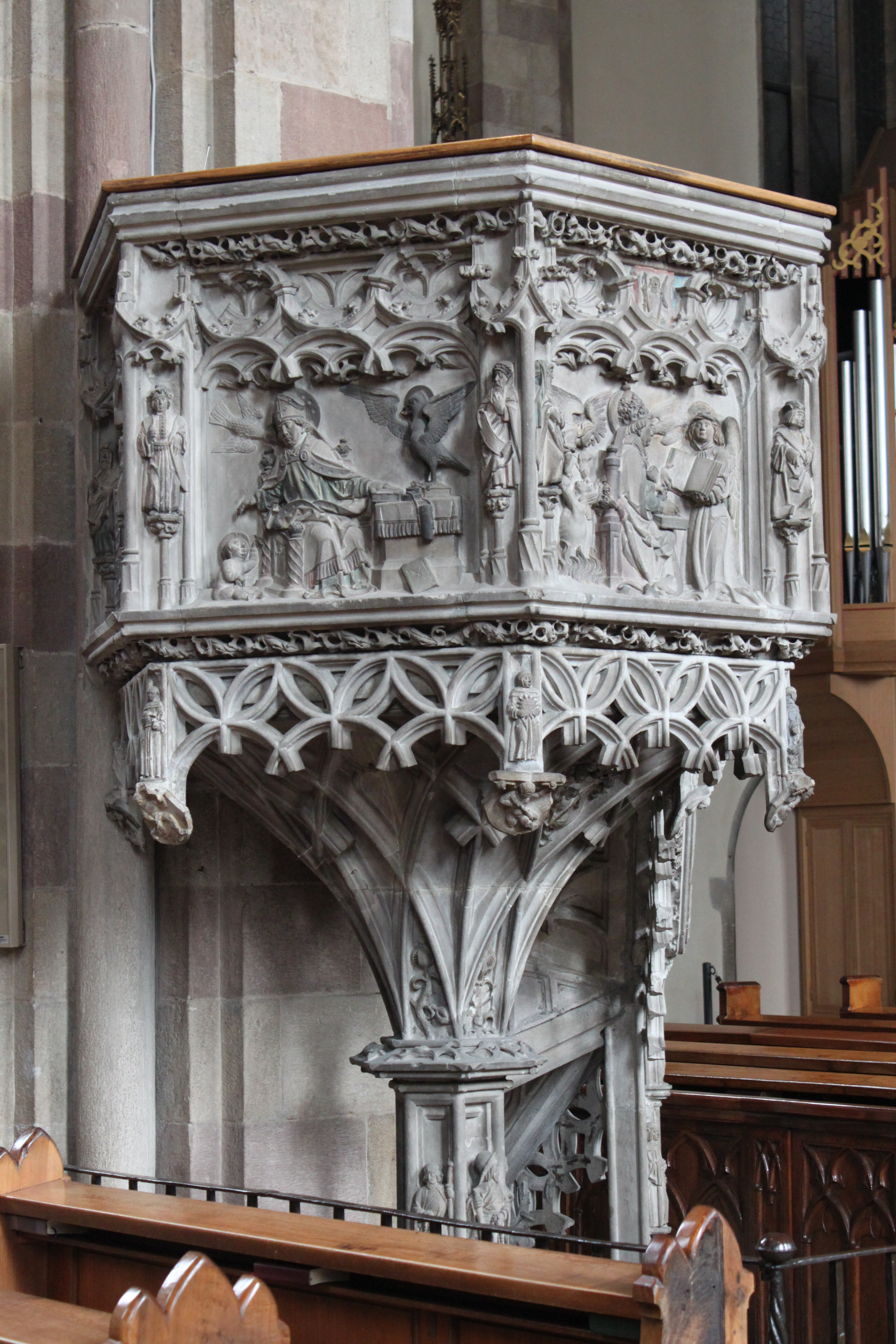
Pulpito

### Epitaffi
Nella navata sinistra della chiesa è conservato l'epitaffio rinascimentale di Wilhelm III von Henneberg-Schleusingen, morto a Salorno nel 1480. La lapide, notevole per espressività e qualità artistica, fu commissionata allo scultore Erasmus Forster, scolpita a Gardolo presso Trento e posta nel duomo nel 1495-1496.
Nel coro del duomo si trova la lapide tombale di Ranieri Giuseppe d'Asburgo-Lorena, viceré del Regno Lombardo-Veneto, morto a Bolzano nel 1853.

### Campane
Il campanile contiene un concerto di 5 campane montate a slancio tirolese in accordo di salve regina a doppia ottava in Do3, fuse in diverse epoche e fusioni più due campane per le ore e i quarti:
| Nome        | Nota           | Fonditore                     | Fusione |
| ----------- | -------------- | ----------------------------- | ------- |
| Campana I   | Do3 crescente  | ditta Chiappani, di Trento    | 1845    |
| Campana II  | Mi3 crescente  | ditta Grassmayr, di Innsbruck | 1968    |
| Campana III | Sol3 crescente | ditta Grassmayr, di Innsbruck | 1968    |
| Campana IV  | La3            | ditta Grassmayr, di Innsbruck | 1968    |
| Campana V   | Do4            | Hans Seelos                   | 1506    |

A tale concerto si aggiungono le due campane delle ore, corrispondenti rispettivamente alle note Mi♭ 4 e Sol♭ 34.
Dal 2010 il duomo dispone di un particolare carillon di campane (Glockenspiel), opera dell'artista Ivo Radakovich di Egna realizzata dalla nota fonderia Grassmayr di Innsbruck. Dispone di 25 campane in scala cromatica di Fa4 di dimensione medio-piccola che eseguono diverse melodie ogni giorno alle ore 11:00 e alle ore 16:00.

### Organi a canne
Nella cattedrale si trovano due organi a canne, entrambi costruiti dalla ditta svizzera Metzler.
L'organo maggiore è l'opus 370, costruito nel 1964. Esso in origine era a tre manuali ed era collocato sulla medesima cantoria in controfacciata ove si trova tuttora, ma in posizione laterale per non ostruire il retrostante rosone. Nel 2019 è stato ampliato dalla ditta costruttrice (opus 666) e portato a 59 registri su quattro manuali e pedale; è a trasmissione mista, meccanica per i manuali ed elettrica per i registri.
Nell'ultima campata della navata laterale sinistra si trova l'opus 594, del 1997. Integralmente meccanico, ha 17 registri su due manuali e pedale.

### Museo del duomo
Nel 2007 fu allestito, nella canonica del duomo, posta a meridione della chiesa, il Museo del duomo (Dommuseum o Domschatzkammer Bozen) che mette in mostra i tesori del duomo e offre un percorso storico-didattico sulla storia ecclesiastica della città.